# Rieupeyroux
Riupeyrous, commune de l'Aveyron
Rieupeyroux (en occitan Riupeirós, littéralement « rivière pierreuse ») est une commune française, située dans le département de l'Aveyron en région Occitanie.
Le patrimoine architectural de la commune comprend un immeuble protégé au titre des monuments historiques : l'église Saint-Martial, classée en 1923.

## Géographie

### Communes limitrophes
Les communes limitrophes sont  Castanet, Colombiès, Compolibat, La Capelle-Bleys, La Salvetat-Peyralès, Le Bas Ségala, Pradinas et Prévinquières.

### Hydrographie

#### Réseau hydrographique

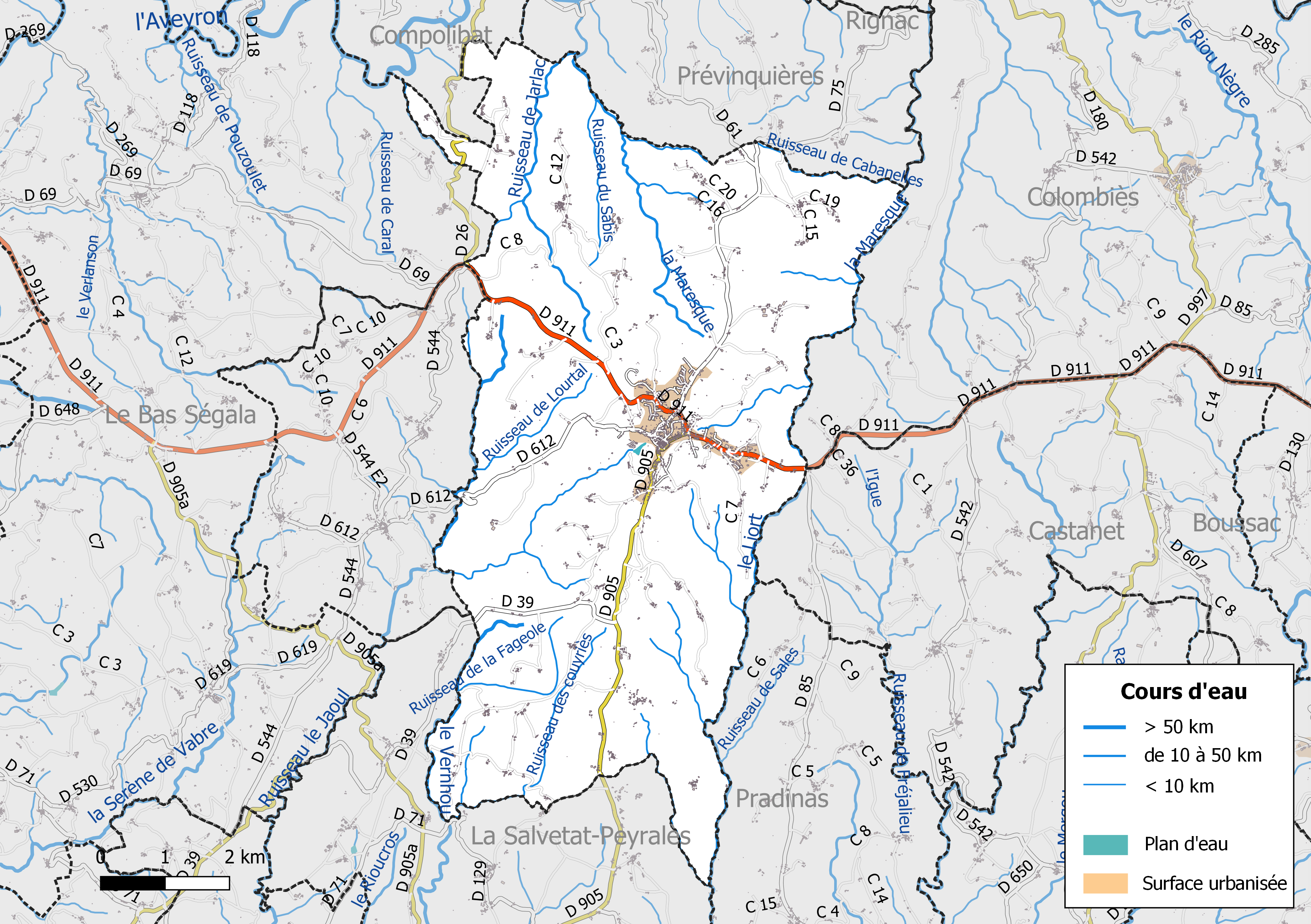
Réseaux hydrographique et routier de Rieupeyroux.

La commune est drainée par le Liort, le Vernhou, le Jaoul, la Maresque de Moyrazès, la Maresque de Moyrazès, le ruisseau de Jarlac, le ruisseau de Bourgnounet, le ruisseau de Bouscal, le ruisseau de Cabanelles, le ruisseau de la Fageole, le ruisseau de Lourtal, le ruisseau de Puech Lombert, le ruisseau de Recoules, le ruisseau des Albarets, par divers petits cours d'eau.
Le Liort, d'une longueur totale de 18,6 km, prend sa source dans la commune de Castanet et se jette  dans le Lézert à Castelmary, après avoir arrosé 6 communes.
Le Vernhou, d'une longueur totale de 14,3 km, prend sa source dans la commune de Rieupeyroux et se jette  dans le ruisseau le Jaoul  à La Salvetat-Peyralès, après avoir arrosé 2 communes.
Le Jaoul, d'une longueur totale de 22,5 km, prend sa source dans la commune de Rieupeyroux et se jette  dans le Viaur à La Salvetat-Peyralès, après avoir arrosé 5 communes.
La Maresque de Moyrazès, d'une longueur totale de 10,7 km, prend sa source dans la commune de Moyrazès et se jette  dans lal'Aveyron à Moyrazès, après avoir arrosé 1 communes.
La Maresque de Moyrazès, d'une longueur totale de 10,7 km, prend sa source dans la commune de Moyrazès et se jette  dans lal'Aveyron à Moyrazès, après avoir arrosé 1 communes.

#### Gestion des cours d'eau
Afin d’atteindre le bon état des eaux imposé par la Directive-cadre sur l'eau du 23 octobre 2000, plusieurs outils de gestion intégrée s’articulent à différentes échelles pour définir et mettre en œuvre un programme d’actions de réhabilitation et de gestion des milieux aquatiques : le SDAGE (Schéma directeur d'aménagement et de gestion des eaux), à l’échelle du bassin hydrographique, et le SAGE (Schéma d'aménagement et de gestion des eaux), à l’échelle locale. Ce dernier fixe les objectifs généraux d’utilisation, de mise en valeur et de protection quantitative et qualitative des ressources en eau superficielle et souterraine. Trois SAGE sont mis en oeuvre dans le département de l'Aveyron.
La commune fait partie du SAGE du bassin versant du Viaur, approuvé le 28 mars 2018, au sein du SDAGE Adour-Garonne. Le périmètre de ce SAGE couvre 89 communes, sur trois départements (Aveyron, Tarn et Tarn-et-Garonne),. Le pilotage et l’animation du SAGE sont assurés par l’établissement public d'aménagement et de gestion des eaux (EPAGE) du bassin du Viaur, une structure qui regroupe les établissements publics de coopération intercommunale à fiscalité propre (EPCI-FP) dont le territoire est inclus (en totalité ou partiellement) dans le bassin hydrographique du Viaur et les structures gestionnaires de l’alimentation en eau potable des populations et qui disposent d’une ressource sur le bassin versant du Viaur. Il correspond à l’ancien syndicat mixte du Bassin versant du Viaur,.

### Climat
Pour des articles plus généraux, voir Climat de l'Occitanie et Climat de l'Aveyron.
En 2010, le climat de la commune est de type climat océanique altéré, selon une étude s'appuyant sur une série de données couvrant la période 1971-2000. En 2020, Météo-France publie une typologie des climats de la France métropolitaine dans laquelle la commune est dans une zone de transition entre le climat océanique altéré et le climat de montagne et est dans la région climatique Sud-est du Massif Central, caractérisée par une pluviométrie annuelle de 1 000 à 1 500 mm, minimale en été, maximale en automne.
Pour la période 1971-2000, la température annuelle moyenne est de 9,9 °C, avec une amplitude thermique annuelle de 14,6 °C. Le cumul annuel moyen de précipitations est de 1 029 mm, avec 11,7 jours de précipitations en janvier et 7,1 jours en juillet. Pour la période 1991-2020, la température moyenne annuelle observée sur la station météorologique la plus proche, située sur la commune du Bas Ségala à 9 km à vol d'oiseau, est de 12,4 °C et le cumul annuel moyen de précipitations est de 1 062,4 mm,. Pour l'avenir, les paramètres climatiques de la commune estimés pour 2050 selon différents scénarios d'émission de gaz à effet de serre sont consultables sur un site dédié publié par Météo-France en novembre 2022.

### Milieux naturels et biodiversité

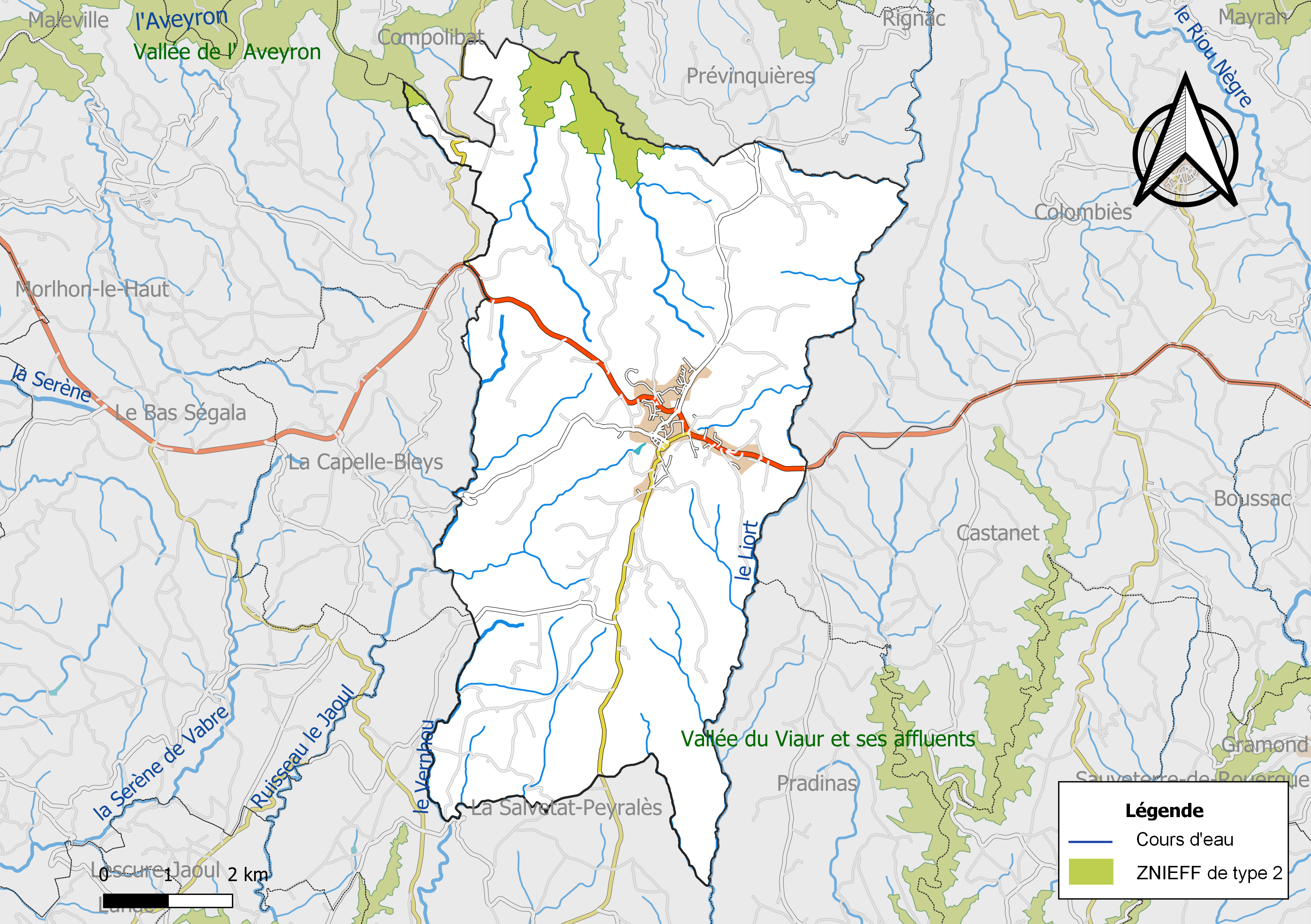
Carte de la ZNIEFF de type 2 localisée sur la commune.

L’inventaire des zones naturelles d'intérêt écologique, faunistique et floristique (ZNIEFF) a pour objectif de réaliser une couverture des zones les plus intéressantes sur le plan écologique, essentiellement dans la perspective d’améliorer la connaissance du patrimoine naturel national et de fournir aux différents décideurs un outil d’aide à la prise en compte de l’environnement dans l’aménagement du territoire.
Le territoire communal de Rieupeyroux comprend une ZNIEFF de type 2,, 
la « Vallée de l'Aveyron » (14 644 ha), qui s'étend sur 68 communes dont 41 dans l'Aveyron, 5 dans le Tarn et 22 dans le Tarn-et-Garonne.

## Urbanisme

### Typologie
Au 1er janvier 2024, Rieupeyroux est catégorisée bourg rural, selon la nouvelle grille communale de densité à 7 niveaux définie par l'Insee en 2022.
Elle est située hors unité urbaine et hors attraction des villes,.

### Occupation des sols

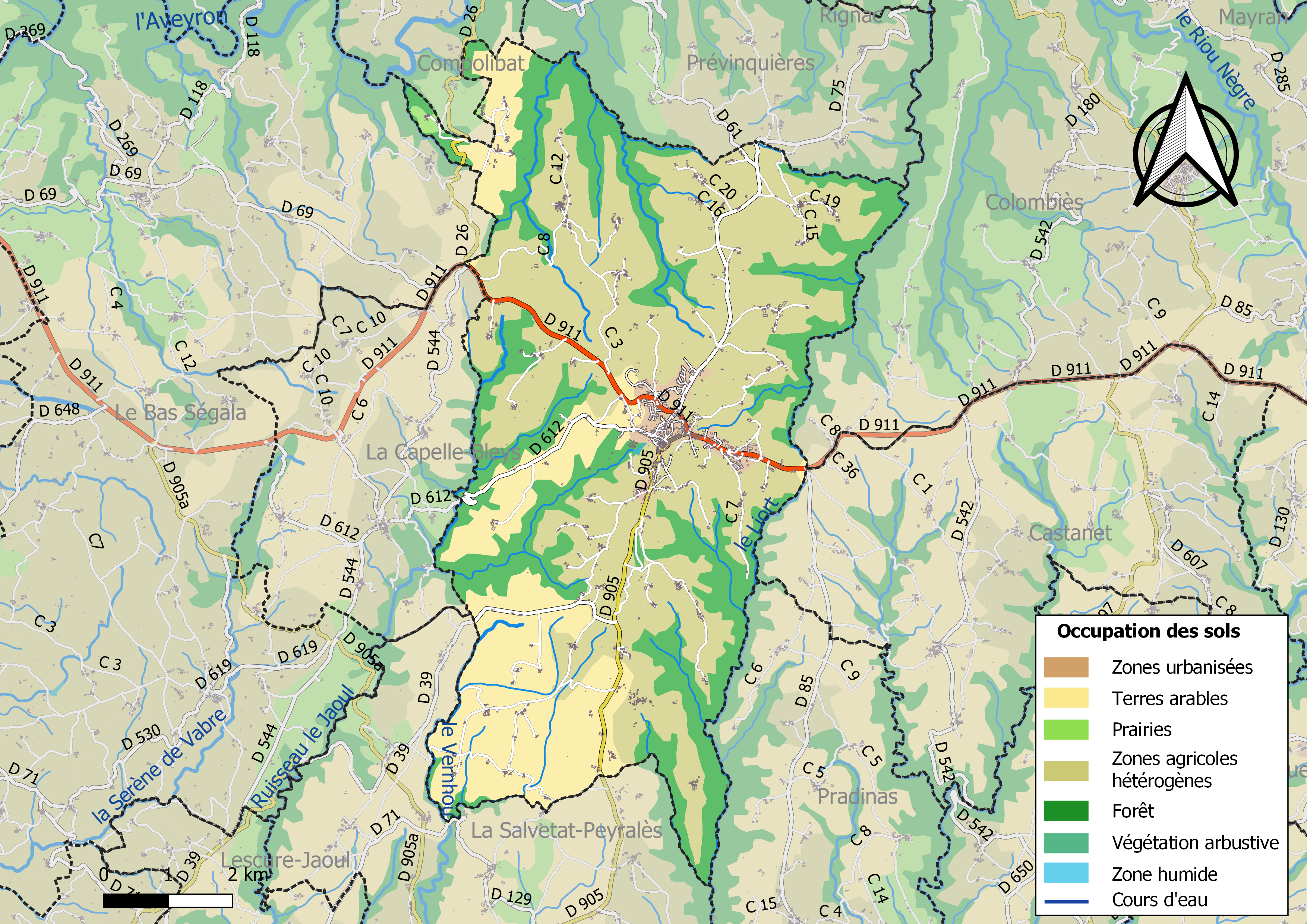
Infrastructures et occupation des sols de la commune de Rieupeyroux.

L'occupation des sols de la commune, telle qu'elle ressort de la base de données européenne d’occupation biophysique des sols Corine Land Cover (CLC), est marquée par l'importance des territoires agricoles (70,7 % en 2018), une proportion sensiblement équivalente à celle de 1990 (71,4 %). La répartition détaillée en 2018 est la suivante : 
zones agricoles hétérogènes (50 %), forêts (26,7 %), terres arables (20,4 %), zones urbanisées (2 %), zones industrielles ou commerciales et réseaux de communication (0,6 %), prairies (0,3 %).

### Planification
La loi SRU du 13 décembre 2000 a incité fortement les communes à se regrouper au sein d’un établissement public, pour déterminer les partis d’aménagement de l’espace au sein d’un SCoT, un document essentiel d’orientation stratégique des politiques publiques à une grande échelle. La commune est dans le territoire du SCoT du Centre Ouest Aveyron  approuvé en février 2020. La structure porteuse est le Pôle d'équilibre territorial et rural Centre Ouest Aveyron, qui associe neuf EPCI, notamment la communauté de communes Aveyron Bas Ségala Viaur, dont la commune est membre.
La commune disposait en 2017 d'un plan local d'urbanisme approuvé. Le zonage réglementaire et le règlement associé peuvent être consultés sur le Géoportail de l'urbanisme.

### Risques majeurs
Le territoire de la commune de Rieupeyroux est vulnérable à différents aléas naturels : climatiques (hiver exceptionnellement froid ou canicule), feux de forêts et séisme (sismicité très faible).
Il est également exposé à un risque technologique, le transport de matières dangereuses, et à deux risques particuliers, les risques radon et minier,.

#### Risques naturels
Le Plan départemental de protection des forêts contre les incendies découpe le département de l’Aveyron en sept « bassins de risque » et définit une sensibilité des communes à l’aléa feux de forêt (de faible à très forte). La commune est classée en sensibilité faible.
Les mouvements de terrains susceptibles de se produire sur la commune sont liés au retrait-gonflement des argiles, conséquence d'un changement d'humidité des sols argileux. Les argiles sont capables de fixer l'eau disponible mais aussi de la perdre en se rétractant en cas de sécheresse. Ce phénomène peut provoquer des dégâts très importants sur les constructions (fissures, déformations des ouvertures) pouvant rendre inhabitables certains locaux. La carte de zonage de cet aléa peut être consultée sur le site de l'observatoire national des risques naturels Georisques

#### Risques technologiques
Le risque de transport de matières dangereuses sur la commune est lié à sa traversée par une route à fort trafic. Un accident se produisant sur une telle infrastructure est en effet susceptible d’avoir des effets graves au bâti ou aux personnes jusqu’à 350 m, selon la nature du matériau transporté. Des dispositions d’urbanisme peuvent être préconisées en conséquence.

#### Risques particuliers
La commune est concernée par le risque minier, principalement lié à l’évolution des cavités souterraines laissées à l’abandon et sans entretien après l’exploitation des mines.
Dans plusieurs parties du territoire national, le radon, accumulé dans certains logements ou autres locaux, peut constituer une source significative d’exposition de la population aux rayonnements ionisants. Toutes les communes du département sont concernées par le risque radon à un niveau plus ou moins élevé. Selon le dossier départemental des risques majeurs du département établi en 2013, la commune de Rieupeyroux est classée à risque moyen à élevé. Un décret du 4 juin 2018 a modifié la terminologie du zonage définie dans le code de la santé publique et a été complété par un arrêté du 27 juin 2018 portant délimitation des zones à potentiel radon du territoire français. La commune est désormais en zone 3, à savoir zone à potentiel radon significatif.

## Toponymie
Rieupeyroux : en occitan Riupeirós, littéralement « rivière pierreuse ».

## Histoire

### Moyen Âge
Rieupeyroux était une sauveté fondée en 1030 par l’abbaye bénédictine Saint-Martial de Limoges qui bénéficia d'un don du seigneur de Peyrolles Escaffre (Iscafred). Les limites de la sauveté étaient matérialisées par des croix de pierre monumentales garantissant aux habitants et aux voyageurs un droit d’asile inaliénable et une protection spirituelle particulièrement recherchés durant la guerre de Cent Ans.

## Politique et administration

### Découpage territorial
La commune de Rieupeyroux est membre de la communauté de communes Aveyron Bas Ségala Viaur, un établissement public de coopération intercommunale (EPCI) à fiscalité propre créé le 28 décembre 2001 dont le siège est à Rieupeyroux. Ce dernier est par ailleurs membre d'autres groupements intercommunaux.
Sur le plan administratif, elle est rattachée à l'arrondissement de Villefranche-de-Rouergue, au département de l'Aveyron et à la région Occitanie. Sur le plan électoral, elle dépend du  canton d'Aveyron et Tarn pour l'élection des conseillers départementaux, depuis le redécoupage cantonal de 2014 entré en vigueur en 2015, et de la deuxième circonscription de l'Aveyron  pour les élections législatives, depuis le dernier découpage électoral de 2010.

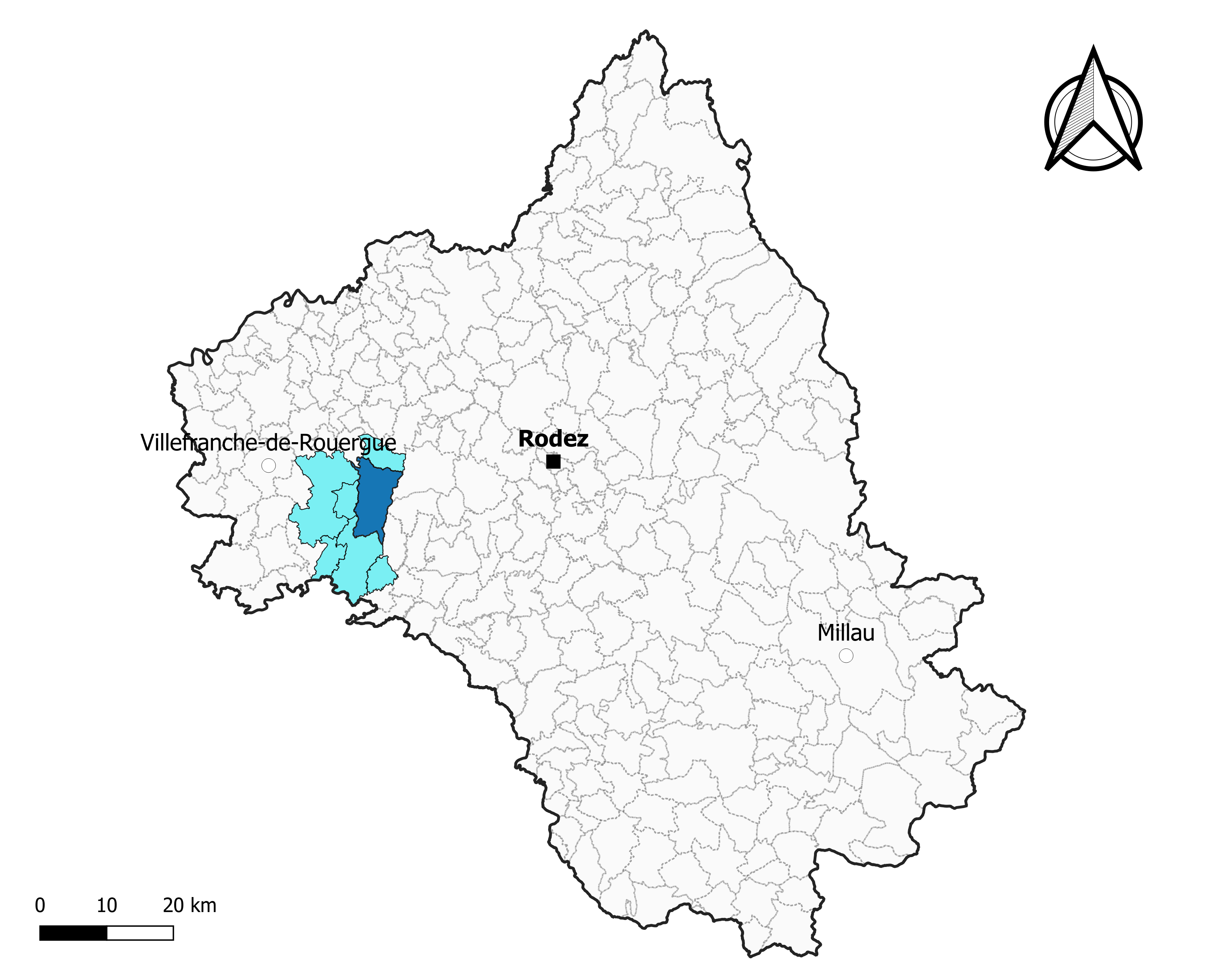
Rieupeyroux dans l'intercommunalité en 2020.
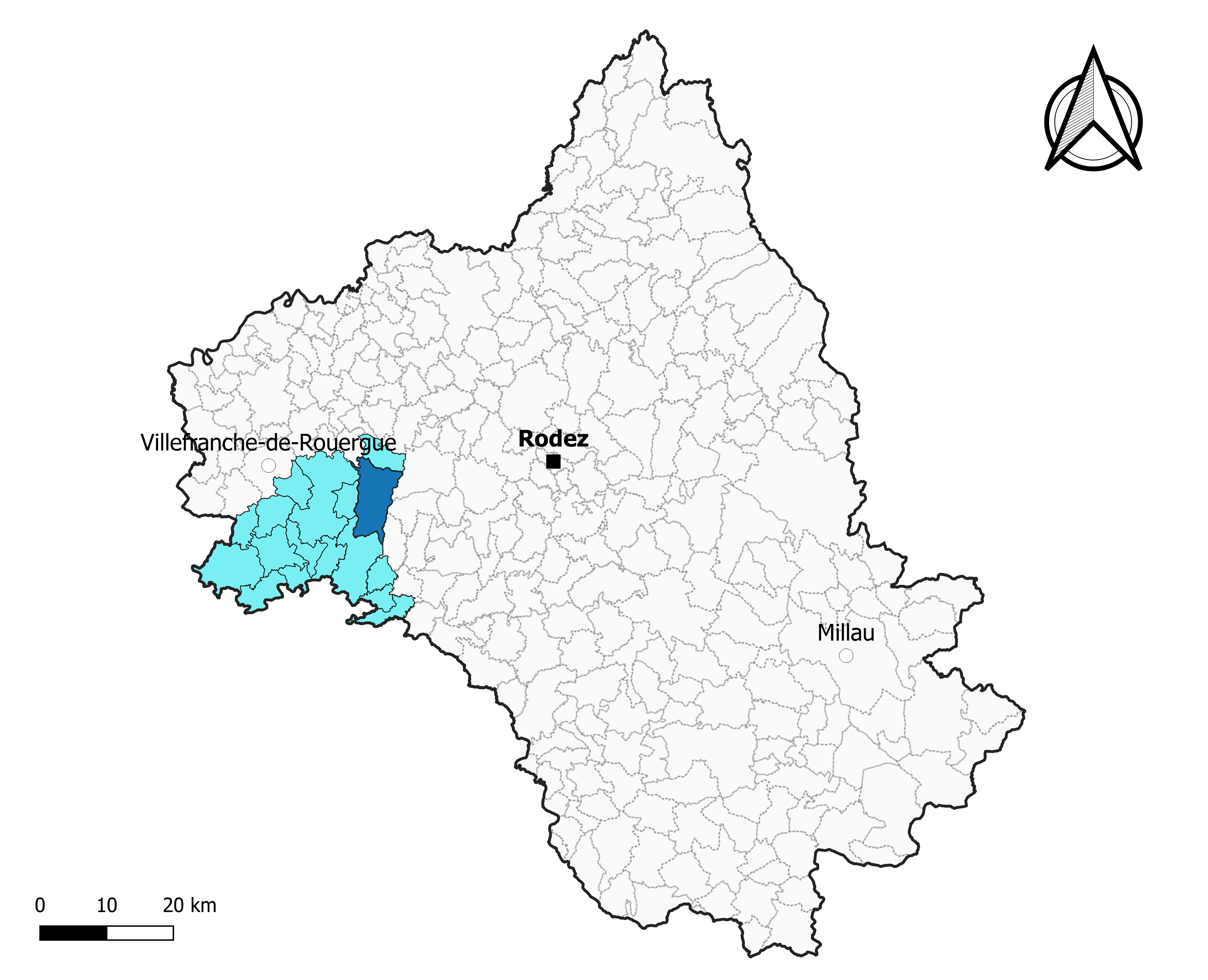
Rieupeyroux dans le canton d'Aveyron et Tarn en 2020.
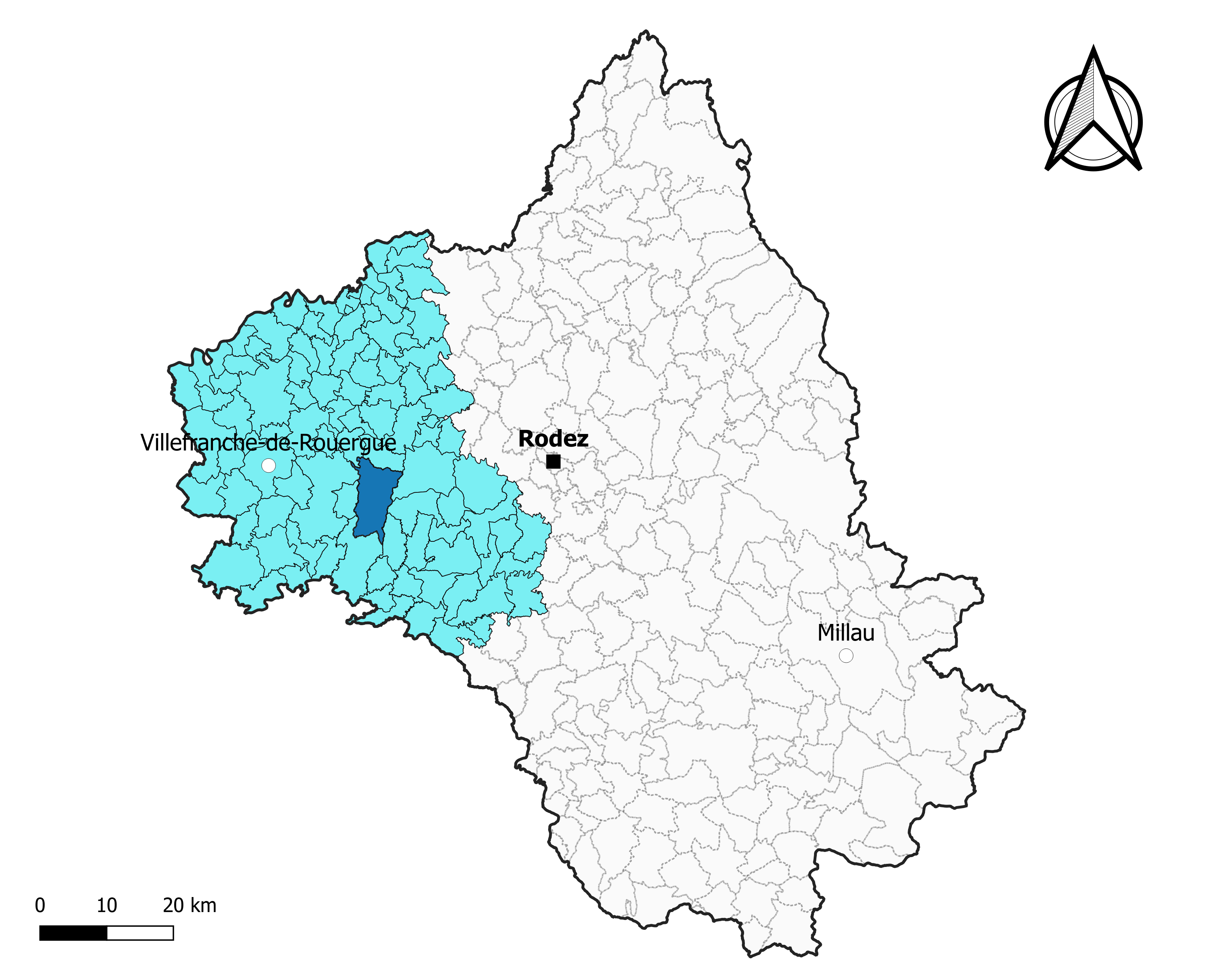
Rieupeyroux dans l'arrondissement de Villefranche-de-Rouergue en 2020.

### Élections municipales et communautaires

#### Élections de 2020
Le conseil municipal de Rieupeyroux, commune de plus de 1 000 habitants, est élu au scrutin proportionnel de liste à deux tours (sans aucune modification possible de la liste), pour un mandat de six ans renouvelable. Compte tenu de la population communale, le nombre de sièges à pourvoir lors des élections municipales de 2020 est de 19. Les dix-neuf conseillers municipaux sont élus au premier tour avec un taux de participation de 40,75 %, issus de la seule liste candidate, conduite par Vivian Couderc. Vivian Couderc est élu nouveau maire de la commune le 23 mai 2020.
Les neuf sièges attribués à la commune au sein du conseil communautaire de la communauté de communes Aveyron Bas Ségala Viaur sont alloués à la liste de Vivian Couderc.

#### Liste des maires
| Période                                  | Période   | Identité           | Étiquette | Qualité   |
| ---------------------------------------- | --------- | ------------------ | --------- | --------- |
| mars 1965                                | juin 1983 | Paul Chinchole     | MRG       | Notaire   |
| mars 1983                                | juin 1995 | Lucien Coucoureux  |           | Diplomate |
| juin 1995                                | mars 2001 | Gilbert Alauzet    |           |           |
| mars 2001                                | mars 2008 | Jean Pierre Belloc |           | Médecin   |
| mars 2008                                | mai 2020  | Michel Soulié      | DVG       | Retraité  |
| mai 2020                                 | En cours  | Vivian Couderc     |           |           |
| Les données manquantes sont à compléter. |           |                    |           |           |

## Démographie
L'évolution du nombre d'habitants est connue à travers les recensements de la population effectués dans la commune depuis 1793. Pour les communes de moins de 10 000 habitants, une enquête de recensement portant sur toute la population est réalisée tous les cinq ans, les populations de référence des années intermédiaires étant quant à elles estimées par interpolation ou extrapolation. Pour la commune, le premier recensement exhaustif entrant dans le cadre du nouveau dispositif a été réalisé en 2004.

En 2022, la commune comptait 1 922 habitants, en évolution de −3,22 % par rapport à 2016 (Aveyron : +0,37 %, France hors Mayotte : +2,11 %).
| 1793  | 1800  | 1806  | 1821  | 1831  | 1836  | 1841  | 1846  | 1851  |
| ----- | ----- | ----- | ----- | ----- | ----- | ----- | ----- | ----- |
| 1 759 | 1 752 | 2 248 | 2 433 | 2 663 | 2 764 | 2 709 | 2 880 | 3 170 |

| 1856  | 1861  | 1866  | 1872  | 1876  | 1881  | 1886  | 1891  | 1896  |
| ----- | ----- | ----- | ----- | ----- | ----- | ----- | ----- | ----- |
| 2 816 | 2 752 | 2 820 | 2 956 | 2 973 | 3 125 | 3 122 | 2 880 | 2 801 |

| 1901  | 1906  | 1911  | 1921  | 1926  | 1931  | 1936  | 1946  | 1954  |
| ----- | ----- | ----- | ----- | ----- | ----- | ----- | ----- | ----- |
| 2 715 | 2 694 | 2 625 | 2 442 | 2 514 | 2 303 | 2 355 | 2 654 | 2 446 |

| 1962  | 1968  | 1975  | 1982  | 1990  | 1999  | 2004  | 2006  | 2009  |
| ----- | ----- | ----- | ----- | ----- | ----- | ----- | ----- | ----- |
| 2 401 | 2 492 | 2 524 | 2 556 | 2 348 | 2 157 | 2 045 | 2 066 | 2 083 |

| 2014  | 2019  | 2022  | - | - | - | - | - | - |
| ----- | ----- | ----- | - | - | - | - | - | - |
| 2 001 | 1 949 | 1 922 | - | - | - | - | - | - |

## Économie

### Revenus
En 2018  (données Insee publiées en septembre 2021), la commune compte 872 ménages fiscaux, regroupant 1 848 personnes. La médiane du revenu disponible par unité de consommation est de 19 310 € (20 640 € dans le département).

### Emploi
| Division       | 2008  | 2013  | 2018  |
| -------------- | ----- | ----- | ----- |
| Commune        | 6 %   | 7,9 % | 7,5 % |
| Département    | 5,4 % | 7,1 % | 7,1 % |
| France entière | 8,3 % | 10 %  | 10 %  |

En 2018, la population âgée de 15 à 64 ans s'élève à 1 117 personnes, parmi lesquelles on compte 77,3 % d'actifs (69,8 % ayant un emploi et 7,5 % de chômeurs) et 22,7 % d'inactifs,. Depuis 2008, le taux de chômage communal (au sens du recensement) des 15-64 ans est supérieur à celui du département, mais inférieur à celui de la France.
La commune est hors attraction des villes,. Elle compte 926 emplois en 2018, contre 935 en 2013 et 963 en 2008. Le nombre d'actifs ayant un emploi résidant dans la commune est de 793, soit un indicateur de concentration d'emploi de 116,7 % et un taux d'activité parmi les 15 ans ou plus de 51,1 %.
Sur ces 793 actifs de 15 ans ou plus ayant un emploi, 453 travaillent dans la commune, soit 57 % des habitants. Pour se rendre au travail, 77,9 % des habitants utilisent un véhicule personnel ou de fonction à quatre roues, 0,6 % les transports en commun, 11,8 % s'y rendent en deux-roues, à vélo ou à pied et 9,8 % n'ont pas besoin de transport (travail au domicile).

### Activités hors agriculture

#### Secteurs d'activités
244 établissements sont implantés  à Rieupeyroux au 31 décembre 2019. Le tableau ci-dessous en détaille le nombre par secteur d'activité et compare les ratios avec ceux du département,.
| Secteur d'activité                                                                                        | Commune | Commune | Département |
| Secteur d'activité                                                                                        | Nombre  | %       | %           |
| --- | ------- | ------- | ----------- |
| Ensemble                                                                                                  | 244     | 100 %   | (100 %)     |
| Industrie manufacturière, industries extractives et autres                                                | 55      | 22,5 %  | (17,7 %)    |
| Construction                                                                                              | 29      | 11,9 %  | (13 %)      |
| Commerce de gros et de détail, transports, hébergement et restauration                                    | 50      | 20,5 %  | (27,5 %)    |
| Information et communication                                                                              | 2       | 0,8 %   | (1,5 %)     |
| Activités financières et d'assurance                                                                      | 10      | 4,1 %   | (3,4 %)     |
| Activités immobilières                                                                                    | 10      | 4,1 %   | (4,2 %)     |
| Activités spécialisées, scientifiques et techniques et activités de services administratifs et de soutien | 29      | 11,9 %  | (12,4 %)    |
| Administration publique, enseignement, santé humaine et action sociale                                    | 45      | 18,4 %  | (12,7 %)    |
| Autres activités de services                                                                              | 14      | 5,7 %   | (7,8 %)     |

Le secteur de l'industrie manufacturière, des industries extractives et autres est prépondérant sur la commune puisqu'il représente 22,5 % du nombre total d'établissements de la commune (55 sur les 244 entreprises implantées  à Rieupeyroux), contre 17,7 % au niveau départemental.

#### Entreprises
Les cinq entreprises ayant leur siège social sur le territoire communal qui génèrent le plus de chiffre d'affaires en 2020 sont : 
- Chalets Fabre, fabrication de charpentes et d'autres menuiseries (12 179 k€)
- Digit, supermarchés (10 912 k€)
- Societe De Constructions Metalliques Du Rouergue - SCMR, travaux de montage de structures métalliques (9 515 k€)
- Autocars Chauchard, autres transports routiers de voyageurs (5 142 k€)
- Sicob Charpente, travaux de charpente (4 998 k€)

### Agriculture
La commune est dans le Segala, une petite région agricole occupant l'ouest du département de l'Aveyron. En 2020, l'orientation technico-économique de l'agriculture  sur la commune est l'élevage bovin, orientation mixte lait et viande.
|               | 1988  | 2000  | 2010  | 2020  |
| ------------- | ----- | ----- | ----- | ----- |
| Exploitations | 169   | 116   | 95    | 79    |
| SAU (ha)      | 3 901 | 3 854 | 3 808 | 3 604 |

Le nombre d'exploitations agricoles en activité et ayant leur siège dans la commune est passé de 169 lors du recensement agricole de 1988  à 116 en 2000 puis à 95 en 2010 et enfin à 79 en 2020, soit une baisse de 53 % en 32 ans. Le même mouvement est observé à l'échelle du département qui a perdu pendant cette période 51 % de ses exploitations,. La surface agricole utilisée sur la commune a également diminué, passant de 3 901 ha en 1988 à 3 604 ha en 2020. Parallèlement la surface agricole utilisée moyenne par exploitation a augmenté, passant de 23 à 46 ha.

## Culture locale et patrimoine

### Lieux et monuments
- Église Saint-Charles du Théron.
- Église Saint-Michel de Miquels.
- Chapelle Notre-Dame-de-l'Assomption de Rivières.
- Chapelle Saint-Jean-Baptiste de Rieupeyroux.
- Grande halle du marché au bétail

### Église Saint-Martial
Classé MH (1923)
L'église Saint-Martial date du XIIIe siècle.

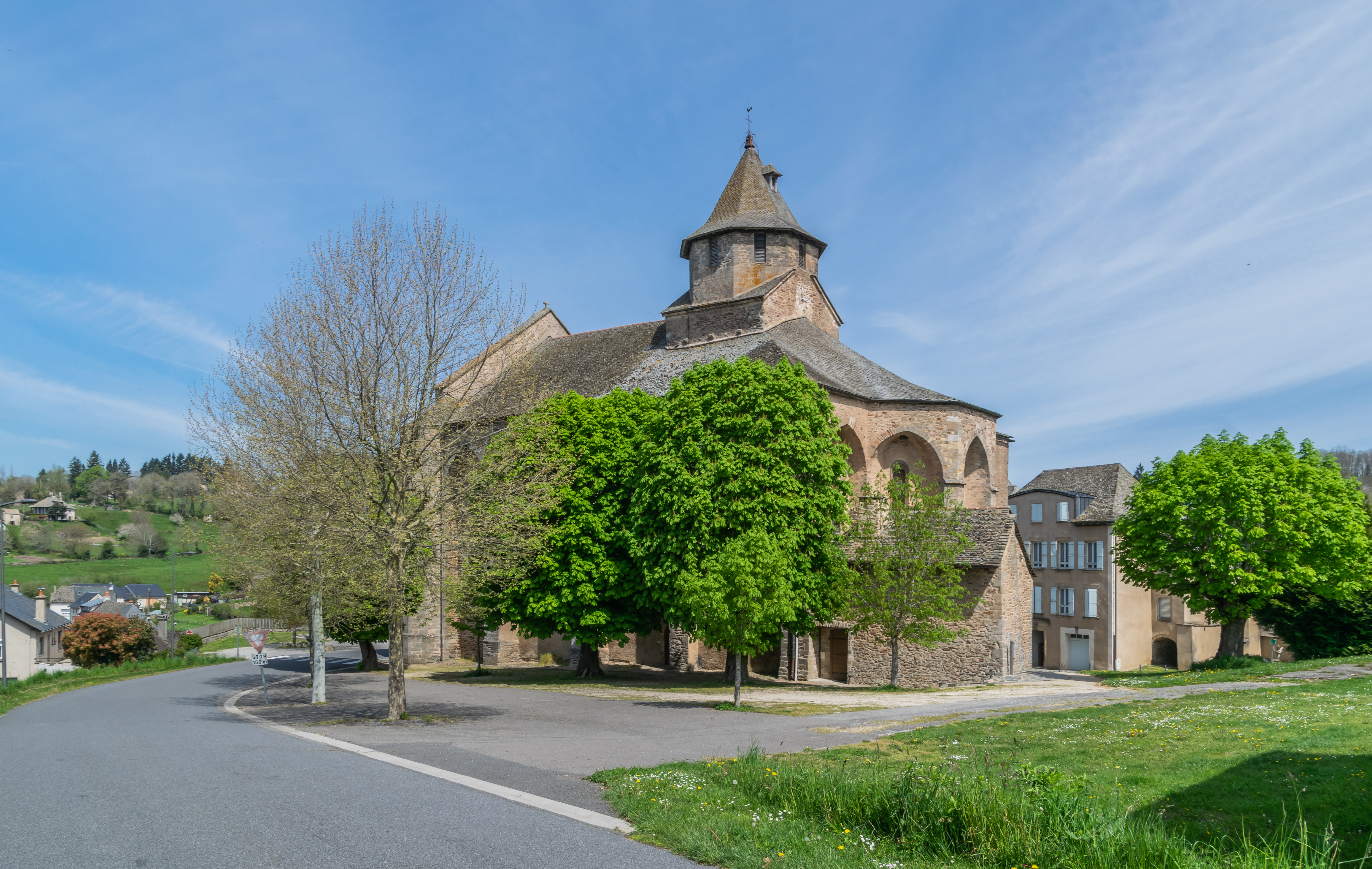
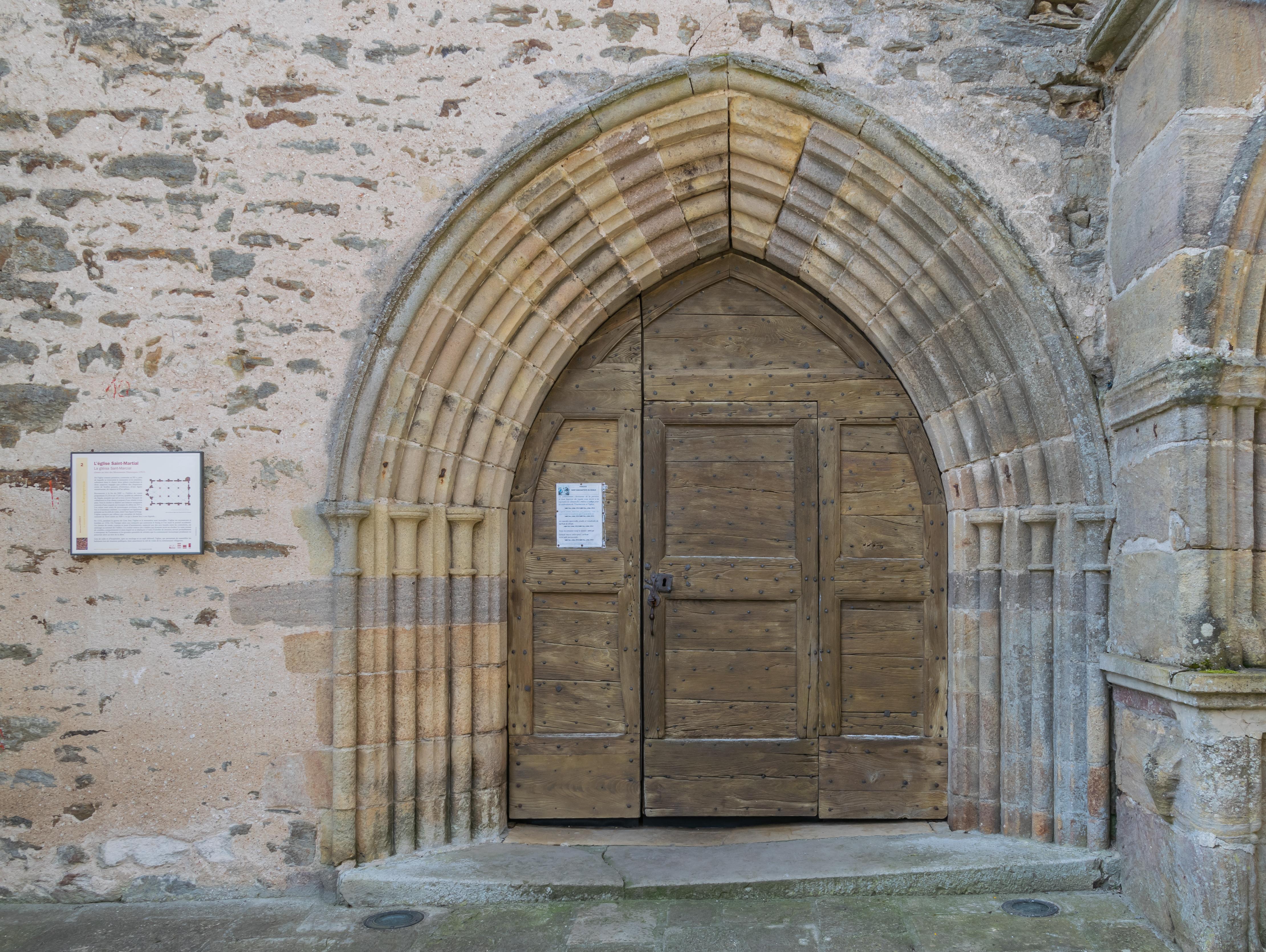
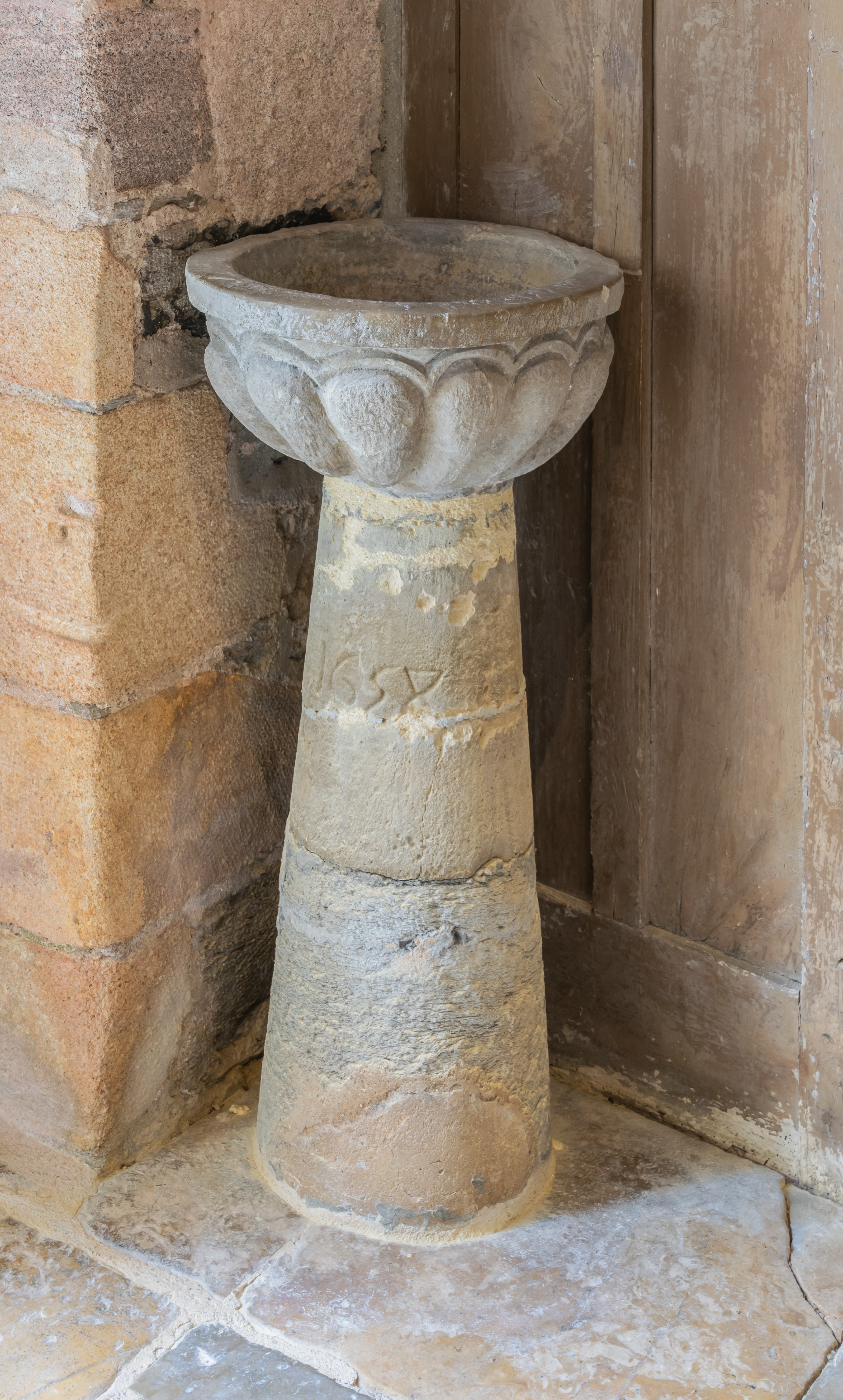
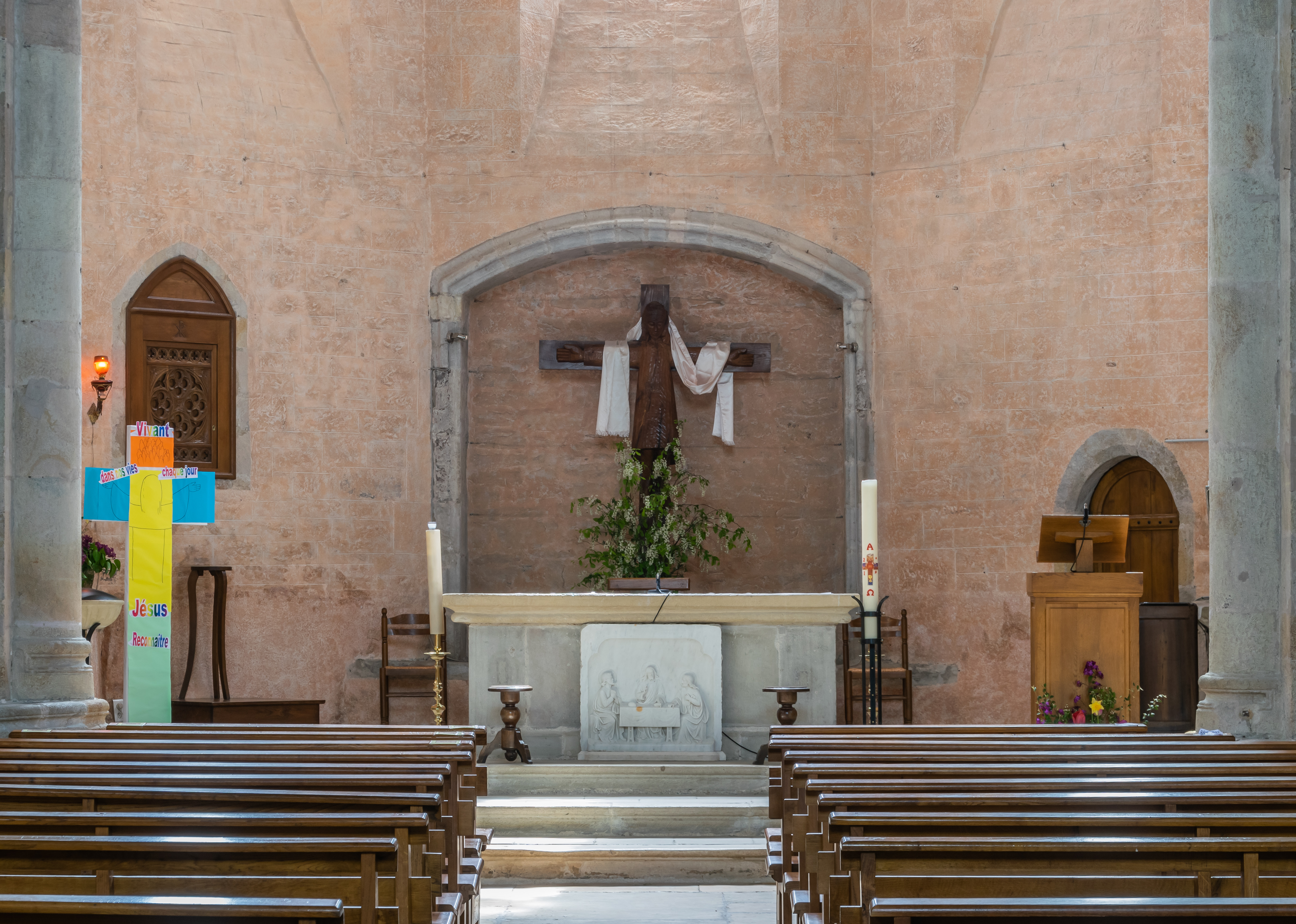
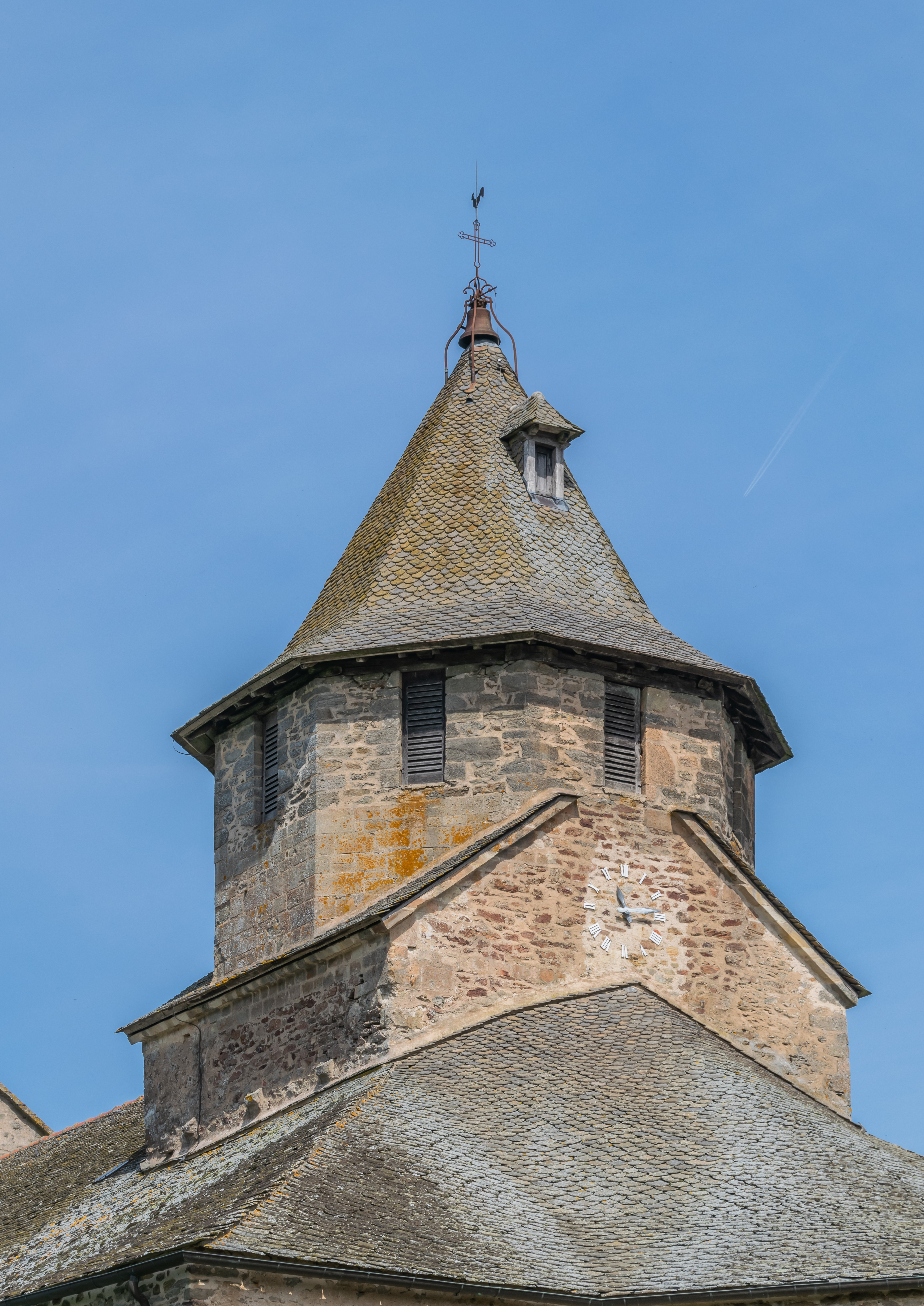
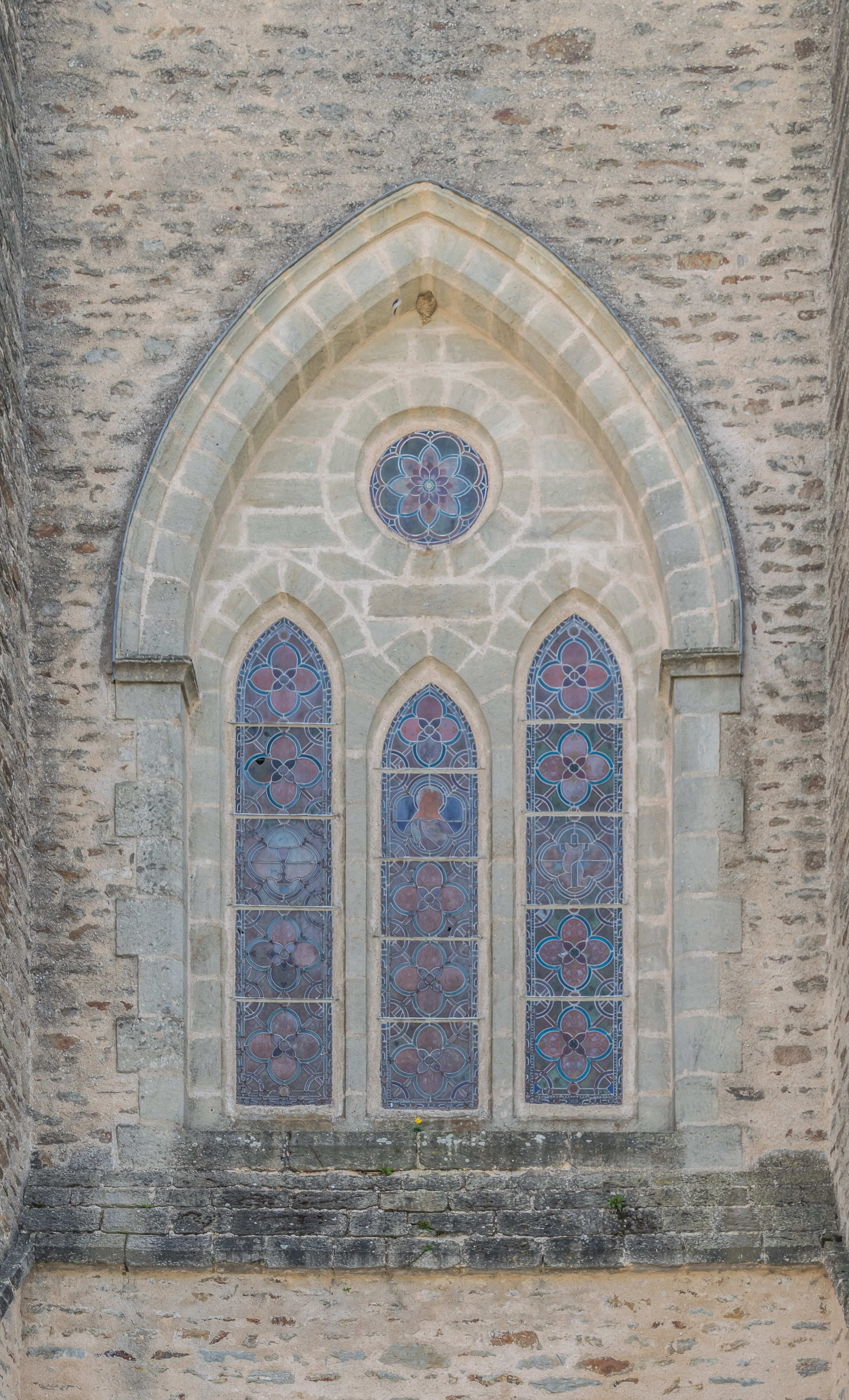

### Personnalités liées à la commune
- André Cavalier[55], maçon né en 1890 au Moulin de Liort dans la commune de Rieupeyroux, mort à 1976 à Noisy-le-Grand. Blessé en 1915 lors de la 1re Guerre Mondiale, il fut Officier de la Légion d'Honneur. Avec quatre autres gueules cassés, il fut membre de la Délégation Officielle des Mutilés Français et assista en 1919 au Traité de Versailles après avoir été invité par Georges Clemenceau, Président du Conseil des Ministres de l'époque.
- Jean-Pierre Cadillac né Pierre Cadilhac (1868-1902), natif des Couyrinies, hameau de la commune, prêtre de la Mission Étrangère au diocèse de Pondichéry en Inde[56].
- Albert Falière (1888-1968), natif de la Riale de Miquels, hameau de la commune, missionnaire et évêque en Birmanie.
- Théophile Falière (1899-2004) dit Frère Emile, natif de la Riale de Miquels, hameau de la commune, prêtre missionnaire, frère du précédent, l'un des derniers poilus.
- François Marty, cardinal-archevêque de Paris (1904-1994), curé de Rieupeyroux entre 1943 et 1948.
- Raymond Séguy[57] (1929-2022), ancien évêque de Gap (1981-1987) et d'Autun (1987-2006), né à Rieupeyroux le 8 décembre 1929.
- Nicole Belloubet, (1955-), juriste, haute fonctionnaire, femme politique et garde des Sceaux, ministre de la Justice française y passait des vacances[58].
- Alain Regourd né le 23 avril 1947 créateur et patron du groupe Regourd aviation qui comprend les compagnies Amelia, Equaflight et Equajet + une  activité de négoce d’avions et d’hélicoptères.

### Héraldique
| Blason de la commune de Rieupeyroux | Les armes de la commune de Rieupeyroux se blasonnent ainsi : Tiercé en pairle : au 1er d'azur à trois fleurs de lys d'or, au 2e de gueules à une crosse épiscopale d'or, au 3e d'or à une mitre de gueules. |